# 르비우 폭격
르비우 폭격에 관한 문서이다.

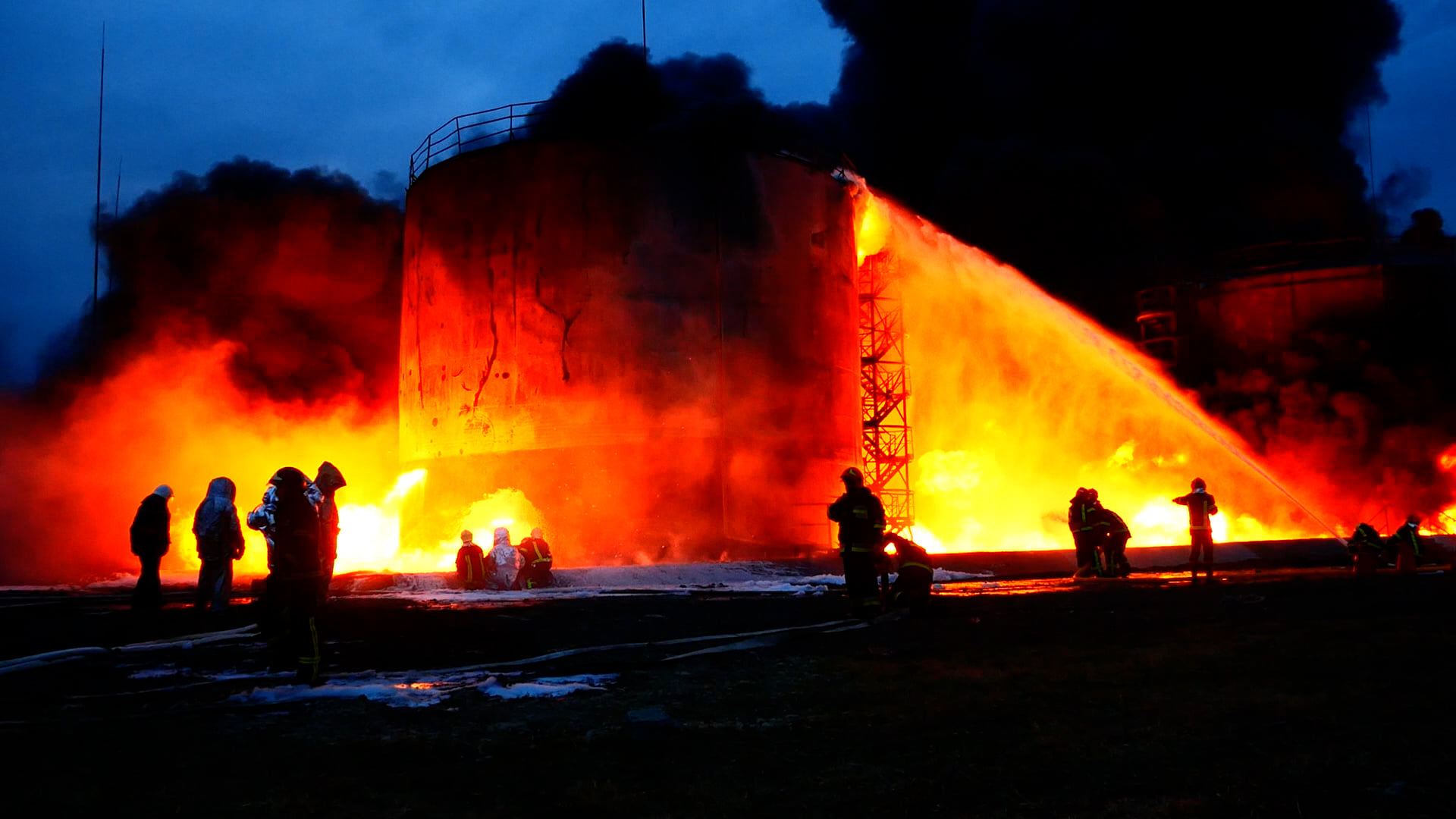
2022년 3월 26일 르비우 포격

2022년부터 현재까지 르비우와 르비우주에 대한 폭격은 러시아의 우크라이나 침공 이후 시작되었다. 목표는 전기, 철도 인프라, 군대 기지를 포함한 민간 및 군대이다. 최소 64명의 민간인이 사망했다.

## 타임라인

### 2022년

#### 2월
르비우주에서는 적군이 07:30경 브로디 (우크라이나), 노비 칼리니우 및 카미안카-부즈카에 있는 3개 군부대를 공격했다.

#### 4월
4월 5일, 전투기는 벨라루스 르비우주의 민간 기반 시설에 사격을 시도했지만, 방공군은 라데키우에서 미사일 두 발을 격추했다.
4월 16일 아침, 점령군은 벨로루스 영토의 바라노비치 비행장에서 이륙한 Su-35 비행기를 이용해 르비우주에 미사일 공격을 가했다. 우크라이나 공군 서부 공군 사령부의 대공 미사일 부대가 순항 미사일 4기를 파괴했다.
서부 공군 사령부에 따르면 2022년 4월 18일 오전, 르비우에서는 군사 기반 시설에 대한 세 번의 공격과 타이어 장착에 대한 한 번의 공격을 포함해 네 번의 미사일 공격이 있었다. 화재로 인해 화재가 발생하고 물체가 크게 손상되었다. 르비우 OVA 막심 코지츠키의 수장에 따르면 7명이 사망하고 어린이를 포함해 11명이 부상을 입었다.
로켓 폭발로 인해 차량 40여대가 타이어 조립 부분이 파손되거나 파손됐다.
오전 8시 30분경, 크라스네(Krasne) 기차역의 견인 변전소에서 총성이 발사되었다.

### 2023년

#### 1월
1월 14일에는 르비우주의 에너지 인프라 시설이 공격을 받아 화재가 발생했다. 방공군은 미사일 1기를 격추했다.

### 2024년

#### 9월
2024년 9월 4일, 러시아의 공습으로 최소 7명이 사망하고 64명이 부상을 입었다. 파업은 주거용 건물과 르비우 주요 기차역 주변 지역을 목표로 삼았다.